# Tivoli Hall

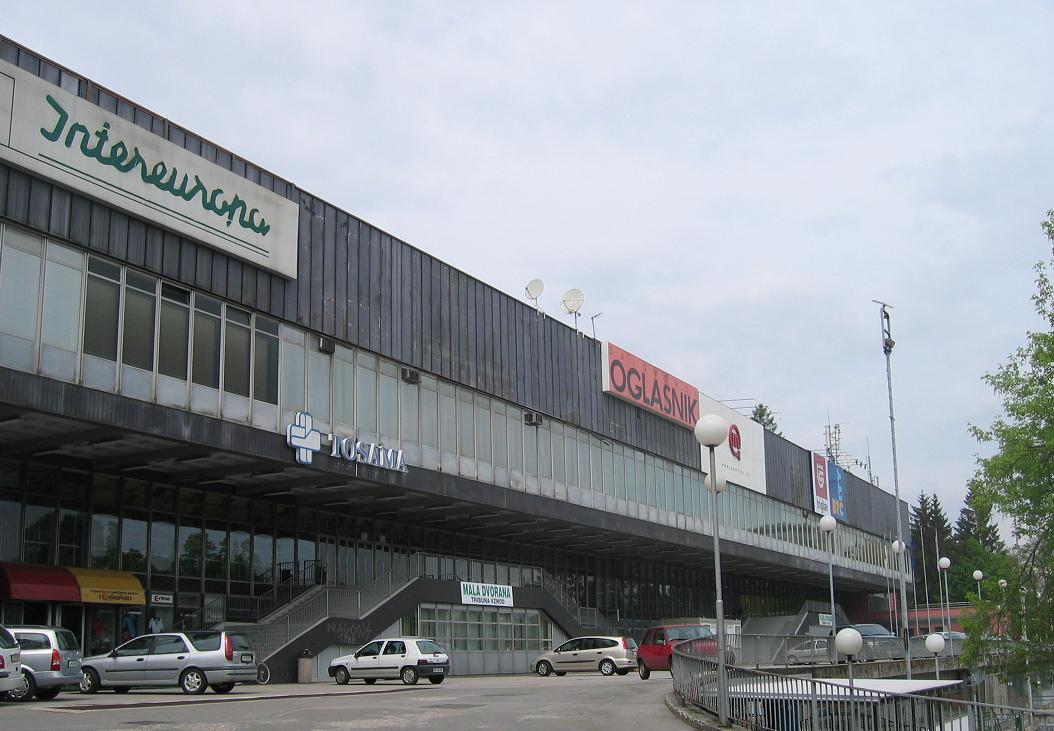
A Arena maior do Tivoli Hall.

O Tivoli Hall é um complexo de duas arenas multiúso localizado na cidade de Liubliana, na Eslovênia, aberto em 1965. A Arena maior, mais usada para partidas de hóquei no gelo, suporta cerca de 7.000 pessoas, e a Arena menor, mais usada para basquetebol, suporta cerca de 4.500 pessoas.
A Arena maior também é usada para concertos musicais, já tendo recebido artistas como Anahí, Nirvana, Nightwish, Queen, Iron Maiden, Deep Purple, e muitas outras.